# Holländskt förband

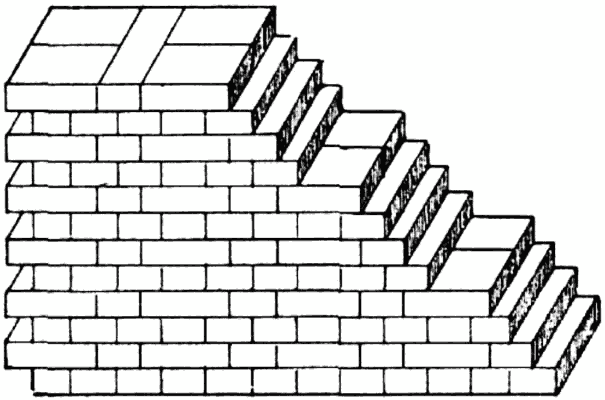
Holländskt förband

Holländskt förband är ett murförband med murtegel där skift med såväl koppsten som löpsten varvas med skift av enbart koppsten (koppskift).